# KCEP
KCEP é uma estação de rádio de Las Vegas, no Nevada, com radiofussão de 88.1 FM.
A estação é destinada ao público afro-americano.  A estação toca principalmente músicas dos gêneros Hip Hop, Gospel e Jazz.